# Olcyphides
Olcyphides is een geslacht van Phasmatodea uit de familie Pseudophasmatidae. De wetenschappelijke naam van dit geslacht is voor het eerst geldig gepubliceerd in 1899 door Griffini.

## Soorten
Het geslacht Olcyphides omvat de volgende soorten:
- Olcyphides bicarinatus (Stål, 1875)
- Olcyphides cinereus (Olivier, 1792)
- Olcyphides forceps (Hebard, 1919)
- Olcyphides helvolus (Serville, 1838)
- Olcyphides hopii (Gray, 1835)
- Olcyphides iridescens Kirby, 1904
- Olcyphides obscurellus (Redtenbacher, 1906)
- Olcyphides rabaeyae Conle, Hennemann & Gutiérrez, 2011